# Mniophilosoma laeve
Mniophilosoma laeve is een keversoort uit de familie bladkevers (Chrysomelidae). De wetenschappelijke naam van de soort werd in 1854 gepubliceerd door Thomas Vernon Wollaston.